# Ópera de Ucrania
Una escuela nacional de ópera en Ucrania surgió por primera vez durante el último tercio del siglo XIX y se basó en las tradiciones del teatro europeo combinado con la música folclórica ucraniana. La primera ópera de un compositor ucraniano fue Demofonte de Maksim Berezovski, basada en un libreto italiano, que se estrenó en 1773. La ópera más antigua del repertorio musical ucraniano, Un cosaco de Zaporiya en el Danubio, de Semén Hulak-Artemovsky, fue escrita en 1863. El compositor Mikola Lísenko, fundador de la ópera ucraniana, compuso varias obras, entre ellas Natalka Poltavka, Tarás Bulba, Nocturno y dos óperas para niños, Koza-dereza y Mr Kotsky.
La ópera ucraniana floreció y se desarrolló después de la creación de los primeros teatros de ópera profesionales en la década de 1920, siendo El anillo de oro (1929) de Borís Liatoshinski una de las obras más destacadas durante la primera mitad del siglo XX. Desde 1930 hasta la disolución de la Unión Soviética en 1991, las representaciones operísticas y la creación de nuevas obras se produjeron bajo el dominio del realismo socialista soviético. Durante este período, la ópera ucraniana se inspiró en obras como El joven guardia de Yuliy Meitus, estrenada en 1947. Las obras de Vitaly Kyreiko, Vitali Hubarenko y Yevhén Stankóvich adoptaron temas y expresiones musicales más modernas que se utilizaron durante el período estalinista. Sin embargo, la ópera ucraniana pudo desarrollarse nuevamente durante el deshielo de Jruschov, desde mediados de la década de 1950 hasta mediados de la década de 1960. Entre las obras escritas durante el siglo XXI, Moisés de Miroslav Skórik es la única que conserva su lugar en el repertorio local.
Ucrania tiene siete teatros de ópera, entre los que se incluyen el Teatro Académico Nacional de Ópera y Ballet Tarás Shevchenko de Ucrania en Kiev, la Ópera de Odesa y la Ópera de Leópolis. En Ucrania, las óperas se representan en los conservatorios de música y en los teatros más grandes del país.

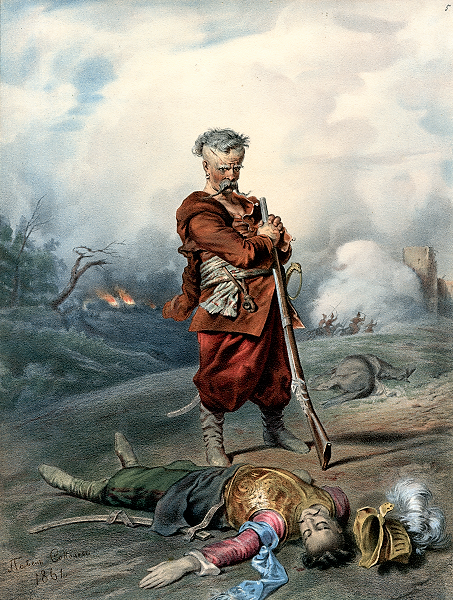
El personaje principal de la ópera de Lysenko, Tarás Bulba. Lysenko se negó a permitir que se tradujera al ruso, por lo que nunca se representó durante la vida del compositor.

## Teatros de ópera
Hay siete teatros de ópera en Ucrania:
- La Ópera Nacional de Ucrania Tarás Shevchenko en Kiev. El edificio actual (reconstruido tras ser destruido en un incendio en 1896) reabrió sus puertas en 1901. [1]
- Teatro Académico Nacional de Ópera y Ballet de Járkiv, que lleva el nombre de Mykola Lysenko.
- Teatro Académico Nacional de Ópera y Ballet de Odesa. El edificio actual data de 1926. [2]
- El Teatro Nacional Académico de Ópera y Ballet Solomiya Krushelnytska de Leópolis (u Ópera de Leópolis) funciona en el edificio de la antigua Ópera de Polonia, construida entre 1897 y 1900. [3]
- Teatro Académico Estatal de Ópera y Ballet de Donetsk Anatoliy Solovyanenko . Ubicado en un edificio construido en 1941. [4]
- Teatro de Ópera y Ballet de Dnipropetrovsk. Inaugurado en 1974. [5]
- Teatro Académico Municipal de Ópera y Ballet para Niños y Jóvenes de Kyiv . Fundada en 1982. [6]